# Лихенизация
Лихениза́ция (лат. lichenisatio; син. лихенификация) — вторичный морфологический элемент сыпей, характеризующийся резким утолщением кожи, усилением её рисунка и в некоторых случаях нарушением пигментации.

## Проявления
Кожа выглядит изборождённой и шероховатой. Кожный рисунок на лихенифицированном участке становится грубым, нормальные борозды кожи увеличиваются, становятся более глубокими и возвышенными. Кожа имеет мозаичную поверхность, покрыта иногда тонкими чешуйками, теряет эластичность.

## Причины
Данное патологическое образование обусловлено длительно существующими первичными элементами поражения кожи и может возникать при самых разных кожных заболеваниях. Причиной его развития является утолщение шиповатого слоя кожи и разрастания сосочкового слоя дермы.
Первичная лихенизация (нейродермит) может вызываться продолжительными расчёсами. 
Вторичная лихенизация может быть осложнением, к примеру, атопического дерматита или псориаза, при красном плоском лишае.